# San Simón Zahuatlán
San Simón Zahuatlán är en kommun i Mexiko.   Den ligger i delstaten Oaxaca, i den sydöstra delen av landet, 210 km sydost om huvudstaden Mexico City.
Följande samhällen finns i San Simón Zahuatlán:
- 5 de Mayo
- Las Tres Cruces
- La Colmena
- Cañada del Tecolote
- Santa Cruz
- Guadalupe Sabino
- Barrio Juquilita
- La Salud
- Tierra Colorada